# Ваш репетитор
«Ваш репетитор» — российский художественный фильм Антона Коломейца 2018 года. В центре дебютной драмы — история любви репетитора и его ученика.

## Сюжет
Фильм начинается с того, что родители Саввы — главного героя — собираются полететь отдохнуть в Венецию. Он не едет с ними потому, что вместо подготовки к вступительным гулял с друзьями. После отъезда родителей Савва находит в Интернете репетитора по зарубежной литературе Анну Германовну. Он договаривается с ней о проведении занятия, и они встречаются.
После нескольких уроков изучения прозы Флобера и Бальзака между Саввой и Анной Германовной возникают необычные отношения: она заинтересовывает его, а он — её. Репетитор осознаёт, что между ними выстроились особые отношения, и понимает, что не может продолжать обучать абитуриента. Однажды в начале одного из занятий, когда Анна Германовна собирается сообщить ученику, что нашла себе замену, Савва начинает раздеваться на её глазах и они занимаются сексом. Впоследствии их занятия перестают иметь привычный формат.
После вечеринки в кругу одноклассников главный герой занимается сексом с ровесницей Марианной, о чём он вскорости сообщает Анне Германовне, которая спокойно на это реагирует. Марианну привлекает Савва, поэтому на следующий день после вечеринки она приходит к нему домой, утверждая, что забыла там что-то. После того как девушка находит потерянный бюстгальтер, который забыла специально, она предлагает подняться юноше на чердак, но он отказывается. После этого Савва идёт к Анне Германовне, которая решила отложить занятие и приготовила ужин. Юноша, в свою очередь, предлагает прогуляться, что и происходит. По возвращении они, вероятно, занимаются сексом, а после, возвращаясь домой, у подъезда дома репетитора Савва случайно встречает Марианну. Анна Германовна неверно понимает эту встречу, решая, что юноша имеет связь и с ровесницей, и с ней. Далее репетитор встречает Савву в компании друзей (среди которых есть и Марианна), но юноша, увидев репетитора, никак не реагирует.
Решив, что Савва скрывает свои отношения с Марианной, Анна Германовна начинает общение со своим новым соседом и занимается с ним сексом. Когда юноша приходит к репетитору, они ссорятся, но после их отношения принимают прежнюю форму.
Родители Саввы приезжают из Венеции и обнаруживают, что у сына нет настроения. После их приезда юноша бежит к Анне Германовне, которая сообщает, что больше не занимается репетиторством.
Савва поступил в вуз, у него появилась новая подруга. Однажды, прогуливаясь с ней, он встречает Анну Германовну. Попрощавшись с девушкой, Савва начинает следить за репетитором и в один момент обращается к ней: «Аня!» Анна Германовна оборачивается и смотрит на юношу. На этом моменте появляются титры.

## В ролях
| Актёр              | Роль                           |
| ------------------ | ------------------------------ |
| Наталия Вдовина    | Анна Германовна, репетитор     |
| Алексей Сергеев    | Савва, одиннадцатиклассник     |
| Владислав Коноплёв | друг Саввы                     |
| Максим Битюков     | Дмитрий, сосед Анны Германовны |
| Анастасия Куимова  | Марианна, подруга Саввы        |

Антон Коломеец, режиссёр фильма, о кастинге: «Наталья снималась в моей курсовой работе „Четыре женщины“, а с Лёшей мы познакомились на выпускном экзамене в ГИТИСе. Для того чтобы представить проект на защите в Министерстве культуры, нужно было снять короткий ролик, и я попросил Наталию и Лёшу мне в этом помочь. И потом, к моменту запуска проекта, именно их я представлял своими героями и хотел с ними работать. Тем не менее, у нас был большой кастинг на роль Саввы, пробовались очень талантливые ребята из разных театральных вузов, но в итоге я утвердился в мысли, что героя должен играть именно Лёша».
Режиссёр фильма о чувствах между главными героями фильма: «Безусловно, герои испытывают настоящие чувства, но дальше встаёт вопрос о том, как они ими распоряжаются. Для Саввы — это импульс, который ему пока ещё не с чем сравнивать. Но всё же герой испытывает влюблённость, которая потом превратится в нечто более глубокое. Анна Германовна ничего не ждёт от 17-летнего мальчика и совершенно не рассматривает его как мужчину. Но он заставит обратить на себя внимание».

## Творческая история
Идея создания
Режиссёр фильма, о возникновении идеи сценария: «Это было очень давно. Когда я учился во ВГИКе, нужно было придумать сценарий для дипломного короткометражного фильма. Вначале родилась идея фильма, который в итоге стал моей дипломной работой — „Тоня плачет на мосту влюблённых“. Но на том этапе я засомневался и поэтому придумал историю про любовь взрослой женщины и молодого парня. Потом эту идею пришлось отложить, потому что она показалась слишком сложной для короткого метра, но спустя время я начал её развивать. Откуда она появилась, сказать не могу — в моей биографии не было такой истории и у знакомых тоже. Скорее, это чистая фантазия. Раньше, во время учёбы во ВГИКе, для того, чтобы придумать что-то, я брал блокнот, шёл в кафе, слушал музыку в наушниках и ждал, пока что-нибудь придёт… И точно также, говоря о „Вашем репетиторе“, мне в голову пришёл образ подглядывающего в дверную щель мальчика».

## Идейное содержание
Антон Коломеец об идее фильма: «В данном случае запретная любовь — несовершеннолетнего парня и взрослой женщины — это только повод для того, чтобы обнаружить у каждого из них свои темы. Это не история о запретной любви в чистом виде. Это история разрушения разных иллюзий относительно себя. Не знаю, насколько это новое… Это, действительно, довольно известный сюжет, но никаким произведением я не вдохновлялся».

## Оценка

### Критика
- Сергей С., КиноПоиск: «Все это постоянно клонится куда-то в сторону французских драм с Изабель Юппер, но в последний момент всегда разворачивается в направлении жанрового кино без особых примет, где флоберовский текст должен сделать за автора, героев и зрителей фильма всю необходимую работу. Ну что же, книгу после фильма очень хочется перечитать»[6].
- Е. Москвитин, Meduza: «„Ваш репетитор“ — редкий фильм, умеющий видеть возвышенное в пошлом».[7].
- Сергей Ю., ivi.ru: «Возможно, Коломеецу стоило бы для начала уделить больше внимания закручиванию сюжетного серпантина. Тут он мог быть слегка поизобретательней, но, скорее всего, авторы картины решили не злоупотреблять попсовыми коллизиями. Хотя, глядишь, нежданная беременность, суицидальная попытка, свороченная из ревности скула могли бы чуть оживить пейзаж фильма. Создатели фильма пошли по другому пути. Режиссёрские слабости они попытались компенсировать операторскими изысками»[8].
- Сухагузов М., Афиша Daily: «<…> Антон Коломеец <…> в своей короткометражке „Тоня плачет на мосту влюбленных“ и дебюте „Ваш репетитор“ доказал, что за банальностями может скрываться заковыристая красота»[9].
- Комментарий Матизена В., сделанный им во время пресс-конференции фильма: «<…> всё, что вы [авторы фильма] хотели сказать, было давно сказано в замечательном романе „Красное и чёрное“ Стендаля <…>. Но тем не менее этот роман читают до сих пор, над ним плачут, и это один из великих романов в истории человечества. А вы сняли вполне себе историю одного преступления» [цитата незначительно изменена]"[10].
- С. Альперина, Российская газета: «Антон Коломеец снял кино правильное и светлое»[11].
- Комментарий кинокритика Марии Безрук: «В своей работе он [Антон Коломейц] был удивительно тонок и точен»[12].
- Комментарий К. Разлогова: «<…> недавно в интернете прошла премьера картины „Ваш репетитор“ молодого режиссёра Антона Коломейца, которая получила главный приз на фестивале БРИКС в Бразилии. А у нас она вышла онлайн. Кто-нибудь слышал о ней?! А это очень пронзительная, интересная картина. Премьеры онлайн пока недостаточно рекламируются для того, чтобы они стали заметным в культурном пространстве событием»[13].

### Кинофестивали
Премьерный показ фильма состоялся 9 июня 2018 года в рамках конкурсной программы Открытого Российского кинофестиваля Кинотавр-Дебют. Во время пресс-конференции, прошедшей после показа, Валерий Тодоровский, продюсер фильма, так обозначил фестивальные перспективы картины: Жизнь фильма ещё только начинается. Естественно, мы будем показывать картину фестивальщикам, отборщикам в надежде, что у этого фильма будет хорошая фестивальная судьба <…>. Понятно, что это не кинотеатральный хит, но счастье этого фильма именно в том, что пока человек выразил себя, пока что не нагруженный необходимостью собирать огромную кассу или что-то доказывать миру, кроме того, что предъявить себя [цитата незначительна изменена].
Награды:
- Приз зрительских симпатий VIII фестиваля молодого европейского кино VOICES (Вологда, 2018 года)[17][18][19].
- Награда «Лучшая актриса» в рамках программы «Сплетённые параллели» XI Международного кинофестиваля Восток&Запад. Классика и авангард (Оренбург, 2018)[20][21].
- Приз «Рубиновый Феникс» им. Юрия Гагарина, присуждаемый за лучший дебют на Всероссийском кинофестивале актёров-режиссёров «Золотой Феникс» (Смоленск)[22]
- Гран-при 4-го Кинофестиваля стран БРИКС (Нитерой, 2019)[23][24].